# Form art
Form Art (z ang. sztuka formularzy) — projekt Alexeia Shulgina, w ramach którego postulował on stworzenie nowego kierunku w sztuce na bazie internetowych formularzy. Projekt był bardziej grą z konwencjami artystycznej nomenklatury niż rzeczywistym postulatem, który zresztą, jak dotąd, nie został podjęty przez innych artystów.